# Mataruge (Prijepolje)
Mataruge (Servisch cyrillisch Матаруге) is een plaats in de Servische gemeente Prijepolje. De plaats telt 164 inwoners (2002).